# AFC Futsal Club Championship 2017
Die AFC Futsal Club Championship 2017 war die 8. Spielzeit des wichtigsten asiatischen Wettbewerbs für Vereinsmannschaften im Futsal. Am Wettbewerb nehmen 14 Mannschaften aus 14 Landesverbänden teil. Dieses Jahr wurden die Spiele in Vietnam, in Ho-Chi-Minh-Stadt ausgetragen. Das Turnier begann am 20. Juli und endet am 30. Juli 2017. Titelverteidiger waren die Nagoya Oceans.

## Teilnehmer
| Verband                      | Mannschaft                    | Qualifiziert durch                                        |
| ---------------------------- | ----------------------------- | --------------------------------------------------------- |
| Iran                         | Giti Pasand Isfahan FSC       | Iranian Futsal Super League 2016/17-Meister               |
| Japan                        | Shriker Osaka                 | F. League 2016/17-Meister                                 |
| Thailand                     | Chonburi Bluewave Futsal Club | Thailand Futsal League 2016-Meister                       |
| China                        | Shenzhen Nanling              | Chinese Futsal League 2016/17-Meister                     |
| Uzbekistan                   | FC Almalyk                    | Uzbekistan Futsal League 2016-Meister                     |
| Australien                   | Vic Vipers                    | F-League 2016-Meister                                     |
| Kirgistan                    | Osh EREM                      | Kyrgyzstan Futsal League 2016/17-Meister                  |
| Katar                        | Al Rayan SC                   | Qatar Futsal League 2016/17-Meister                       |
| Vietnam                      | Thai Son Nam Futsal Club      | Gastgeber und Vietnam National Futsal League 2016-Meister |
| Vereinigte Arabische Emirate | Al Dhafrah Club               | UAE Futsal League 2016/17-Meister                         |
| Irak                         | Naft Al-Wasat SC              | Iraq Futsal League 2016/17-Meister                        |
| Libanon                      | Bank of Beirut Sporting Club  | Lebanon Futsal League 2016/17-Meister                     |
| Indonesien                   | Vamos Mataram                 | Indonesia Pro Futsal League 2016/17-Meister               |
| Tadschikistan                | Disi Invest                   | Tajikistan Futsal League 2016/17-Meister                  |

## Spielort
Für die Spiel fanden in folgender Halle statt:
| Ho-Chi-Minh-Stadt      |
| ---------------------- |
| Phú Thọ Indoor Stadium |
| Kapazität: 5.000       |

## Gruppenphase
Die Mannschaften wurden in zwei Vierergruppen und zwei Dreiergruppen zugelost.
Die Erst- und Zweitplatzierten qualifizierten sich für die K.O.- Runde.

### Gruppe A
| Pl. | Verein                   | Sp. | S | U | N | Tore    | Diff. | Punkte |
| --- | ------------------------ | --- | - | - | - | ------- | ----- | ------ |
| 1.  | Al Dhafrah Club          | 3   | 2 | 0 | 1 | 008:300 | +5    | 06     |
| 2.  | Thai Son Nam Futsal Club | 3   | 2 | 0 | 1 | 015:700 | +8    | 06     |
| 3.  | Osh EREM                 | 3   | 2 | 0 | 1 | 006:800 | −2    | 06     |
| 4.  | Vic Vipers               | 3   | 0 | 0 | 3 | 003:140 | −11   | 0      |

| 20. Juli 2017, 16:30 Uhr |   |                          |     |
| Al Dhafrah Club          | − | Vic Vipers               | 4:1 |
| 20. Juli 2017, 19:00 Uhr |   |                          |     |
| Thai Son Nam Futsal Club | − | Osh EREM                 | 4:5 |
| 22. Juli 2017, 16:30 Uhr |   |                          |     |
| Osh EREM                 | − | Al Dhafrah Club          | 0:4 |
| 22. Juli 2017, 19:00 Uhr |   |                          |     |
| Vic Vipers               | − | Thai Son Nam Futsal Club | 2:9 |
| 24. Juli 2017, 16:30 Uhr |   |                          |     |
| Vic Vipers               | − | Osh EREM                 | 0:1 |
| 24. Juli 2017, 19:00 Uhr |   |                          |     |
| Thai Son Nam Futsal Club | − | Al Dhafrah Club          | 2:0 |

Da die ersten drei Teams punktgleich waren, entschied der direkte Vergleich untereinander.

### Gruppe B
| Pl. | Verein           | Sp. | S | U | N | Tore    | Diff. | Punkte |
| --- | ---------------- | --- | - | - | - | ------- | ----- | ------ |
| 1.  | Naft Al-Wasat SC | 3   | 3 | 0 | 0 | 017:700 | +10   | 09     |
| 2.  | Al Rayan SC      | 3   | 2 | 0 | 1 | 006:600 | ±0    | 06     |
| 3.  | Vamos Mataram    | 3   | 1 | 0 | 2 | 009:100 | −1    | 03     |
| 4.  | Disi Invest      | 3   | 0 | 0 | 3 | 005:140 | −9    | 0      |

| 21. Juli 2017, 16:30 Uhr |   |                  |     |
| Al Rayan SC              | − | Vamos Mataram    | 2:1 |
| 21. Juli 2017, 19:00 Uhr |   |                  |     |
| Naft Al-Wasat SC         | − | Disi Invest      | 7:2 |
| 23. Juli 2017, 16:30 Uhr |   |                  |     |
| Disi Invest              | − | Al Rayan SC      | 1:2 |
| 23. Juli 2017, 19:00 Uhr |   |                  |     |
| Vamos Mataram            | − | Naft Al-Wasat SC | 3:6 |
| 25. Juli 2017, 16:30 Uhr |   |                  |     |
| Vamos Mataram            | − | Disi Invest      | 5:2 |
| 25. Juli 2017, 19:00 Uhr |   |                  |     |
| Naft Al-Wasat SC         | − | Al Rayan SC      | 4:2 |

### Gruppe C
| Pl. | Verein                  | Sp. | S | U | N | Tore    | Diff. | Punkte |
| --- | ----------------------- | --- | - | - | - | ------- | ----- | ------ |
| 1.  | Giti Pasand Isfahan FSC | 2   | 2 | 0 | 0 | 010:200 | +8    | 06     |
| 2.  | Shriker Osaka           | 2   | 1 | 0 | 1 | 007:400 | +3    | 03     |
| 3.  | Shenzhen Nanling        | 2   | 0 | 0 | 2 | 001:120 | −11   | 0      |

| 20. Juli 2017, 14:00 Uhr |   |                         |     |
| Shenzhen Nanling         | − | Shriker Osaka           | 1:5 |
| 22. Juli 2017, 14:00 Uhr |   |                         |     |
| Giti Pasand Isfahan FSC  | − | Shenzhen Nanling        | 7:0 |
| 24. Juli 2017, 14:00 Uhr |   |                         |     |
| Shriker Osaka            | − | Giti Pasand Isfahan FSC | 2:3 |

### Gruppe D
| Pl. | Verein                        | Sp. | S | U | N | Tore    | Diff. | Punkte |
| --- | ----------------------------- | --- | - | - | - | ------- | ----- | ------ |
| 1.  | Chonburi Bluewave Futsal Club | 2   | 2 | 0 | 0 | 014:000 | +14   | 06     |
| 2.  | Bank of Beirut Sporting Club  | 2   | 1 | 0 | 1 | 008:120 | −4    | 03     |
| 3.  | FC Almalyk                    | 2   | 0 | 0 | 2 | 003:130 | −10   | 0      |

| 21. Juli 2017, 14:00 Uhr      |   |                               |     |
| Bank of Beirut Sporting Club  | − | Chonburi Bluewave Futsal Club | 0:9 |
| 23. Juli 2017, 14:00 Uhr      |   |                               |     |
| FC Almalyk                    | − | Bank of Beirut Sporting Club  | 3:8 |
| 25. Juli 2017, 14:00 Uhr      |   |                               |     |
| Chonburi Bluewave Futsal Club | − | FC Almalyk                    | 5:0 |

## K.O.- Runden

### Viertelfinale
Das Viertelfinale wurde am 27. Juli 2017 ausgetragen. Die Gewinner zogen in das Halbfinale ein, die Verlierer schieden aus den Turnier aus.
| 27. Juli 2017, 12:00 Uhr      |   |                              |     |
| Chonburi Bluewave Futsal Club | − | Shriker Osaka                | 4:2 |
| 27. Juli 2017, 14:30 Uhr      |   |                              |     |
| Giti Pasand Isfahan FSC       | − | Bank of Beirut Sporting Club | 2:0 |
| 27. Juli 2017, 17:00 Uhr      |   |                              |     |
| Naft Al-Wasat SC              | − | Thai Son Nam Futsal Club     | 0:4 |
| 27. Juli 2017, 19:30 Uhr      |   |                              |     |
| Al Dhafrah Club               | − | Al Rayan SC                  | 3:4 |

### Halbfinale
Im Halbfinale standen die Gewinner des Viertelfinales. Das Halbfinale wurde am 28. Juli 2017 ausgetragen. Die Gewinner zogen in das Finale ein, die Verlierer spielten um den 3. Platz.
| 28. Juli 2017, 16:00 Uhr      |   |                          |     |
| Chonburi Bluewave Futsal Club | − | Thai Son Nam Futsal Club | 6:0 |
| 28. Juli 2017, 19:00 Uhr      |   |                          |     |
| Giti Pasand Isfahan FSC       | − | Al Rayan SC              | 4:2 |

### Spiel um Platz 3.
Das Spiel um Platz 3. wurde am 30. Juli 2017 ausgetragen.
| 30. Juli 2017, 16:00 Uhr |   |             |     |
| Thai Son Nam Futsal Club | − | Al Rayan SC | 6:1 |

### Finale
Das Finale wurde am 30. Juli 2017 ausgetragen. Chonburi Bluewave Futsal Club gewann zum zweiten Mal den Titel.
| 30. Juli 2017, 19:00 Uhr      |   |                         |     |
| Chonburi Bluewave Futsal Club | − | Giti Pasand Isfahan FSC | 3:2 |

| AFC Futsal Club Championship 2017 Meister   |
| ------------------------------------------- |
|                                             |
| Chonburi Bluewave Futsal Club Zweiter Titel |